# ベルジアン・マスティフ
ベルジアン・マスティフ（英: Belgian Mastiff）は、ベルギー原産の荷物運搬用犬種である。別名シェン・ド・トレ・ベルジェ（Chien de Trai Belge）。

## 歴史
生い立ち・歴史に関する資料はほとんど残されていないため、不明な点も多い。ベルギーで酪農が始まった頃のはすでに犬種として存在していて、元は番犬として使われていたが、怪力であったため牛乳を積んだ荷車を引いて配達の手伝いをするために使われるようになった。ベルギー原産の犬種の中で最も力が強かったため重宝されていたが、20世紀頃に荷車を引く犬たちへの虐待が社会問題となり、犬に荷車や車を引かせることを禁じる法令が出来たために仕事がなくなってしまった。更に、2度の世界大戦の戦禍により頭数が激減し、希少化してしまった。数頭の末裔が片田舎で生存し、番犬として使われ続けている可能性も残されているが、既に絶滅してしまっている可能性も高い。なお、FCIでは既に絶滅した犬種として認定され、公認犬種登録が抹消されている。本種の再生計画の有無はよく分かっていないが、存在する可能性は高い。

## 特徴
犬種名にマスティフの名がつくとおり、筋骨隆々でがっしりとした体つきの力強い犬種である。しかしマズルは短くなく、攻撃的な性質も持たない。折れ耳・垂れ尾だが尾はケガ防止のために短めに断尾されていた。首は長いが太く、足も指も太い。コートはスムースコートで、毛色は茶色、ブラック、フォーン、ブリンドルなどの単色の地にホワイトのマーキングがつくもので、中にはブラック・マスクの犬もいる。体高78cm前後、体重50kg前後の大型犬で、性格は穏やかで従順。

## 参考
『デズモンド・モリスの犬種事典』（誠文堂新光社）デズモンド・モリス著書、福山英也、大木卓訳 誠文堂新光社、2007年